# Щербановка
Щербано́вка (укр. Щербанівка) — село, входит в Обуховский район Киевской области Украины.
Население по переписи 2001 года составляло 243 человека. Почтовый индекс — 08723. Телефонный код — 4572. Занимает площадь 18 км². Код КОАТУУ — 3223189301.

## Известные уроженцы
- Косынка, Григорий Михайлович (1899—1934) — украинский и советский писатель.

## Местный совет
с. Щербанівка, вул. Шевченка, 32  (укр.)